# Trigger (studio)
Trigger Inc. (jap. 株式会社トリガ Kabushiki-gaisha Torigā) – japońskie studio animacji założone w sierpniu 2011 roku przez byłych pracowników studia Gainax: Hiroyuki Imaishiego oraz Masahiko Ōtsukę.

## Firma
Studio zostało założone przez byłego pracownika studia Gainax – Hiroyuki Imaishi – po sukcesie reżyserskim jego anime Tengen Toppa Gurren Lagann z 2007 roku. Doprowadziło to do powstania studia, które przejęło styl wizualny i humor od udanej produkcji swojego założyciela, a później zaczęło być uznawane za sukcesora Gainax.
Oficjalne utworzenie studia nastąpiło 22 sierpnia 2011 roku z założycielami Hiroyuki Imaishi oraz Masahiko Ōtsuka, krótko po ich odejściu z Gainax. Nazwa i strona internetowa pojawiły się w październiku tego samego roku. Poza asystowaniem przy produkcji różnych serii telewizyjnych Trigger wydał swój film krótkometrażowy Little Witch Academia oraz swoje autorskie anime Kill la Kill, nadawane od października 2013 do marca 2014. 8 lipca 2013 roku studio rozpoczęło zbiórkę w serwisie Kickstarter na produkcję drugiego filmu z serii Little Witch Academia, która zakończyła się sukcesem, zebrano 625 518 dolarów przy zakładanych 150 tysiącach.  
Trigger, razem ze studiami Sanzigen i Ordet utworzyły wspólną korporację Ultra Super Pictures. W 2018 roku studio założyło swój oficjalny Patreon.
W 2023 roku firma ogłosiła, że prawa do serii Panty & Stocking with Garterbelt, jednej z produkcji Imaishiego podczas pracy dla studia Gainax, wróciły do swojego twórcy i studia Trigger. Prace nad nowym tytułem z serii zostały już rozpoczęte. 

## Produkcje

### Seriale
| Rok   | Tytuł                                        | Reżyser(zy)                        | Początek pierwszej emisji | Koniec pierwszej emisji | Liczba odcinków | Uwagi                                                                               |
| ----- | -------------------------------------------- | ---------------------------------- | ------------------------- | ----------------------- | --------------- | ----------------------------------------------------------------------------------- |
| 2013  | Kill la Kill                                 | Hiroyuki Imaishi                   | 4 października 2013       | 28 marca 2014           | 25              | Własna twórczość.                                                                   |
| 2014  | When Supernatural Battles Became Commonplace | Masahiko Otsuka Masanori Takahashi | 7 października 2014       | 23 grudnia 2014         | 12              | Bazuje na powieści autorstwa Kota Nozomi.                                           |
| 2016  | Space Patrol Luluco                          | Hiroyuki Imaishi                   | 1 kwietnia 2016           | 24 czerwca 2016         | 13              | Własna twórczość.                                                                   |
| 2016  | Kiznaiver                                    | Hiroshi Kobayashi                  | 9 kwietnia 2016           | 25 czerwca 2016         | 12              | Własna twórczość.                                                                   |
| 2017  | Little Witch Academia                        | Yō Yoshinari                       | 9 stycznia 2017           | 26 czerwca 2017         | 25              | Seria bazuje na filmie krótkometrażowym o tym samym tytule.                         |
| 2018  | Darling in the Franxx                        | Atsushi Nishigori                  | 13 stycznia 2018          | 7 lipca 2018            | 24              | Własna twórczość. We współpracy z CloverWorks.                                      |
| 2018  | SSSS.Gridman                                 | Akira Amemiya                      | 7 października 2018       | 23 grudnia 2018         | 12              | Powiązane z tokusatsu Denkō Chōjin Gridman produkcji Tsuburaya Productions.         |
| 2020  | BNA: Brand New Animal                        | Yō Yoshinari                       | 8 kwietnia 2020           | 24 czerwca 2020         | 12              | Własna twórczość.                                                                   |
| 2021  | SSSS.Dynazenon                               | Akira Amemiya                      | 2 kwietnia 2021           | 18 czerwca 2021         | 12              | Również powiązane z tokusatsu Denkō Chōjin Gridman produkcji Tsuburaya Productions. |
| 2024  | Delicious in Dungeon                         | Yoshihiro Miyajima                 | 4 stycznia 2024           | trwający                | niezn.          | Na podstawie mangi o tym samym tytule autorstwa Ryōko Kui.                          |
| plan. | New Panty & Stocking with Garterbelt         | nieznany                           | w produkcji               | w produkcji             | niezn.          | Nowy projekt oparty na oryginalnej serii produkcji studia Gainax.                   |

### Filmy
| Rok  | Tytuł                                       | Reżyser(zy)      | Data wydania        | Czas trwania | Uwagi                                                   | Przypisy |
| ---- | ------------------------------------------- | ---------------- | ------------------- | ------------ | ------------------------------------------------------- | -------- |
| 2013 | Little Witch Academia                       | Yō Yoshinari     | 2 marca 2013        | 30 minut     | Film krótkometrażowy wyprodukowany na Anime Mirai 2013. | [ 6 ]    |
| 2015 | Little Witch Academia: The Enchanted Parade | Yō Yoshinari     | 9 października 2015 | 55 minut     | Film krótkometrażowy.                                   | [ 14 ]   |
| 2019 | Promare                                     | Hiroyuki Imaishi | 24 maja 2019        | 115 minut    | Film pełnometrażowy we współpracy z XFLAG i Sanzigen.   | [ 15 ]   |
| 2023 | Gridman Universe                            | Akira Amemiya    | 24 marca 2023       | 118 minut    | Crossover między SSSS.Gridman i SSSS.Dynazenon.         | [ 16 ]   |

### ONA
| Rok  | Tytuł                       | Reżyser(zy)                      | Początek emisji  | Koniec emisji       | Liczba odcinków | Uwagi                                                    | Przypisy      |
| ---- | --------------------------- | -------------------------------- | ---------------- | ------------------- | --------------- | -------------------------------------------------------- | ------------- |
| 2012 | Inferno Cop                 | Akira Amemiya                    | 24 grudnia 2012  | 18 marca 2013       | 13              | ONA wydana w serwisie YouTube.                           | [ 17 ]        |
| 2013 | Turning Girls               | Masahiko Otsuka Ren Shimorenjaku | 17 czerwca 2013  | 29 lipca 2013       | 7               | ONA wydana w serwisie YouTube.                           | [ 18 ]        |
| 2015 | Ninja Slayer From Animation | Akira Amemiya                    | 16 kwietnia 2015 | 8 października 2015 | 26              | ONA wydana w serwisie Niconico.                          | [ 19 ]        |
| 2021 | Star Wars: Visions          | Hiroyuki Imaishi Masahiko Otsuka | 22 września 2021 | 22 września 2021    | 2               | We współpracy z Lucasfilm. Wydane na platformie Disney+. | [ 20 ] [ 21 ] |
| 2022 | Cyberpunk: Edgerunners      | Hiroyuki Imaishi                 | 13 września 2022 | 13 września 2022    | 10              | Emisja na platformie Netflix.                            | [ 22 ]        |

### Krótkie animacje
| Rok  | Tytuł                                                 | Typ | Wyprodukowano dla   | Przypisy |
| ---- | ----------------------------------------------------- | --- | ------------------- | -------- |
| 2015 | Electronic Superhuman Gridman: boys invent great hero | ONA | Japan Animator Expo | [ 23 ]   |
| 2015 | Power Plant No. 33                                    | ONA | Japan Animator Expo | [ 24 ]   |
| 2015 | Sex&VIOLENCE with MACHSPEED                           | ONA | Japan Animator Expo | [ 25 ]   |
| 2015 | Bureau of Proto Society                               | ONA | Japan Animator Expo | [ 26 ]   |

### Pozostałe
| Rok  | Tytuł                                  | Typ                  | Klient                  | Opis                                                                      | Przypisy      |
| ---- | -------------------------------------- | -------------------- | ----------------------- | ------------------------------------------------------------------------- | ------------- |
| 2012 | Project X Zone                         | Gra komputerowa      | Bandai Namco            | Czołówka                                                                  | [ 27 ]        |
| 2013 | Yonhyakunijuu Renpai Girl              | Light novel          | Enterbrain              | Film promocyjny                                                           | [ 28 ]        |
| 2014 | Hacka Doll                             | Aplikacja nowości    | DeNA                    | 2 filmy promocyjne                                                        | [ 29 ]        |
| 2014 | Bishoujo Mobage: Mobami-chan           | Seria gier mobilnych | DeNA                    | Film promocyjny                                                           | [ 30 ]        |
| 2014 | Black Dynamite                         | Serial TV            | Cartoon Network         | Czołówka dla sezonu drugiego                                              | [ 31 ]        |
| 2015 | Hacka Doll the Animation               | Serial TV            | Creators in Pack        | Asysta przy animacji                                                      | [ 32 ] [ 33 ] |
| 2015 | Battlesaurs                            | OVA                  | Pixar                   | Czołówka                                                                  | [ 34 ]        |
| 2015 | Change our MIRAI!                      | Teledysk             | Sega                    | Animacja fikcyjnego zespołu Irodorimidori z gry rytmicznej Chunithm       | [ 35 ]        |
| 2015 | Fire Emblem Fates                      | Gra komputerowa      | Nintendo                | Ilustracje                                                                | [ 36 ]        |
| 2016 | Hyoketsu                               | Napój alkoholowy     | Kirin                   | Reklama                                                                   | [ 37 ]        |
| 2016 | Steven Universe                        | Serial TV            | Cartoon Network         | Asysta przy produkcji animacji (Sezon 4, odcinek 4 – "Mindful Education") | [ 38 ]        |
| 2017 | OK K.O.! Let's Be Heroes               | Serial TV            | Cartoon Network         | Czołówka                                                                  | [ 39 ]        |
| 2017 | Little Witch Academia: Chamber of Time | Gra komputerowa      | Bandai Namco            | Animacja przerywników filmowych w grze                                    | [ 40 ]        |
| 2019 | Kill la Kill: The Game -- IF           | Gra komputerowa      | Arc System Works        | Nadzór nad deweloperem                                                    | [ 41 ]        |
| 2019 | Indivisible                            | Gra komputerowa      | Lab Zero                | Czołówka (we współpracy z Titmouse, Inc.)                                 | [ 42 ]        |
| 2019 | Shantae and the Seven Sirens           | Gra komputerowa      | WayForward Technologies | Czołówka                                                                  | [ 43 ]        |
| 2020 | Idolish7                               | Gra komputerowa      | Bandai Namco            | Produkcja teledysku                                                       | [ 44 ]        |
| 2021 | Metallic Child                         | Gra komputerowa      | Studio HG               | Produkcja klipu promocyjnego                                              | [ 45 ]        |